# Neuengronau
Neuengronau ist ein Ortsteil der Gemeinde Sinntal im osthessischen Main-Kinzig-Kreis. Das Dorf liegt auf einer Höhe von 270 m ü. NHN etwa 10,5 Kilometer südöstlich von Schlüchtern. Oberhalb von Neuengronau erstreckt sich am südlichen Ausläufer des Steinfirstes das Naturschutzgebiet „Weinberg Neuengronau“.

## Geschichte

### Ortsgeschichte
Die älteste erhaltene schriftliche Erwähnung von Neuengronau, als Nuwengruouwe, stammt aus dem Jahr 1295. In späteren Urkunden fand der Ort Erwähnung als Nova Gruna (1323) und Neuengrunauwe (1396). Neuengronau gehörte zum Gericht Altengronau, das 1333 als Reichslehen aus einer Erbschaft vom Haus Rieneck an die Herrschaft Hanau kam. Aus dem Gericht entstand im 15. Jahrhundert das Amt Schwarzenfels der Grafschaft Hanau, ab 1459 die Grafschaft Hanau-Münzenberg. 1453 wurde der Gerichtssitz nach Schwarzenfels verlegt. 1339 hatten die Küchenmeister das Dorf inne, 1347 die von Hutten. Auch das Kloster Fulda hatte Rechte in Neuengronau, verpfändet diese aber 1351 denen von Thüngen.
1643 wurde das Amt Schwarzenfels – und damit auch Neuengronau – als Pfand für die Rückzahlung von Schulden zusammen mit anderen Sicherheiten der Landgrafschaft Hessen-Kassel übergeben und sollte für Hanauer Schulden bürgen, die im Zusammenhang mit der Befreiung der Stadt Hanau von der Belagerung durch kaiserliche Truppen 1636 gegenüber Hessen-Kassel entstanden waren. Es gelang den Grafen von Hanau nicht mehr, dieses Pfand von Hessen-Kassel zu lösen. Das Amt wurde in der Folgezeit wie landgräfliches Eigentum verwaltet, auch nachdem Hessen-Kassel 1736, nach dem Tod des letzten Hanauer Grafen, Johann Reinhard III., die gesamte Grafschaft Hanau-Münzenberg erbte.
Der Landgraf wurde 1803 zum Kurfürsten erhoben, und nach der Verwaltungsreform des Kurfürstentums Hessen von 1821, durch die Kurhessen in vier Provinzen und 22 Kreise eingeteilt wurde, kam der Ort zum Landkreis Schlüchtern.
Hessische Gebietsreform (1970–1977)
Bis zum 30. November 1969 war Neuengronau eine selbständige Gemeinde. Zu diesem Zeitpunkt wurde sie im Zuge der Gebietsreform in Hessen auf freiwilliger Basis ein Ortsteil von Altengronau. Am 1. Juli 1974 wurde die Gemeinde Altengronau kraft Landesgesetz in die zuvor neu gebildete Gemeinde Sinntal eingegliedert und kam durch die Auflösung des Kreises Schlüchtern zum Main-Kinzig-Kreis. Für Altengronau und Neuengronau wurden, wie für die übrigen Ortsteile von Sinntal, ein Ortsbezirk mit Ortsbeirat und Ortsvorsteher nach der Hessischen Gemeindeordnung gebildet.

### Verwaltungsgeschichte im Überblick
Die folgende Liste zeigt die Staaten und Verwaltungseinheiten, denen Neuengronau angehört(e):
- vor 1458: Heiliges Römisches Reich, Grafschaft Hanau
- ab 1458: Heiliges Römisches Reich, Grafschaft Hanau-Münzenberg, Amt Schwarzenfels
- ab 1643: Heiliges Römisches Reich, Landgrafschaft Hessen-Kassel (als Pfand), Grafschaft Hanau-Münzenberg, Amt Schwarzenfels
- ab 1803: Heiliges Römisches Reich, Landgrafschaft Hessen-Kassel, Fürstentum Hanau, Amt Schwarzenfels[Anm. 2]
- 1806–1810: Kaiserreich Frankreich,[Anm. 3] Fürstentum Hanau, Amt Schwarzenfels (Militärverwaltung)
- 1810–1813: Großherzogtum Frankfurt, Departement Hanau, Distrikt Schwarzenfels
- ab 1816: Kurfürstentum Hessen,[Anm. 4] Fürstentum Hanau, Amt Schwarzenfels[7]
- ab 1821/22: Kurfürstentum Hessen, Provinz Hanau, Kreis Schlüchtern[8][Anm. 5]
- ab 1848: Kurfürstentum Hessen, Bezirk Hanau
- ab 1851: Kurfürstentum Hessen, Provinz Hanau, Kreis Schlüchtern
- ab 1867: Königreich Preußen,[Anm. 6] Provinz Hessen-Nassau, Regierungsbezirk Kassel, Kreis Schlüchtern
- ab 1871: Deutsches Reich, Königreich Preußen, Provinz Hessen-Nassau, Regierungsbezirk Kassel, Kreis Schlüchtern
- ab 1918: Deutsches Reich, Freistaat Preußen, Provinz Hessen-Nassau, Regierungsbezirk Kassel, Kreis Schlüchtern
- ab 1944: Deutsches Reich, Freistaat Preußen, Provinz Nassau, Landkreis Schlüchtern
- ab 1945: Amerikanische Besatzungszone,[Anm. 7] Groß-Hessen, Regierungsbezirk Wiesbaden, Landkreis Schlüchtern
- ab 1946: Amerikanische Besatzungszone, Hessen, Regierungsbezirk Wiesbaden, Landkreis Schlüchtern
- ab 1949: Bundesrepublik Deutschland, Hessen, Regierungsbezirk Wiesbaden, Landkreis Schlüchtern
- ab 1968: Bundesrepublik Deutschland, Hessen, Regierungsbezirk Darmstadt, Landkreis Schlüchtern
- ab 1969: Bundesrepublik Deutschland, Hessen, Regierungsbezirk Darmstadt, Landkreis Schlüchtern, Gemeinde Altengronau[Anm. 8]
- ab 1974: Bundesrepublik Deutschland, Hessen, Regierungsbezirk Darmstadt, Main-Kinzig-Kreis, Gemeinde Sinntal, Gemeinde Sinntal[Anm. 9]

### Wassermühle
Im Ortsbereich existierte die Wassermühle Spielmühle. Sie wurde zwischen 1920 und 1930 stillgelegt. Gespeist wurde sie von einem Betriebsgraben, der vom Lederhosebach
Zabzweigte.

## Bevölkerung

### Einwohnerstruktur 2011
Nach den Erhebungen des Zensus 2011 lebten am Stichtag dem 9. Mai 2011 in Neuengronau 342 Einwohner. Darunter waren 3 (0,9 %) Ausländer.
Nach dem Lebensalter waren 39 Einwohner unter 18 Jahren, 150 zwischen 18 und 49, 84 zwischen 50 und 66 und 48 Einwohner waren älter. Die Einwohner lebten in 141 Haushalten. Davon waren 24 Singlehaushalte, 45 Paare ohne Kinder und 57 Paare mit Kindern, sowie 12 Alleinerziehende und 3 Wohngemeinschaften. In 27 Haushalten lebten ausschließlich Senioren und in 90 Haushaltungen lebten keine Senioren.

### Einwohnerentwicklung

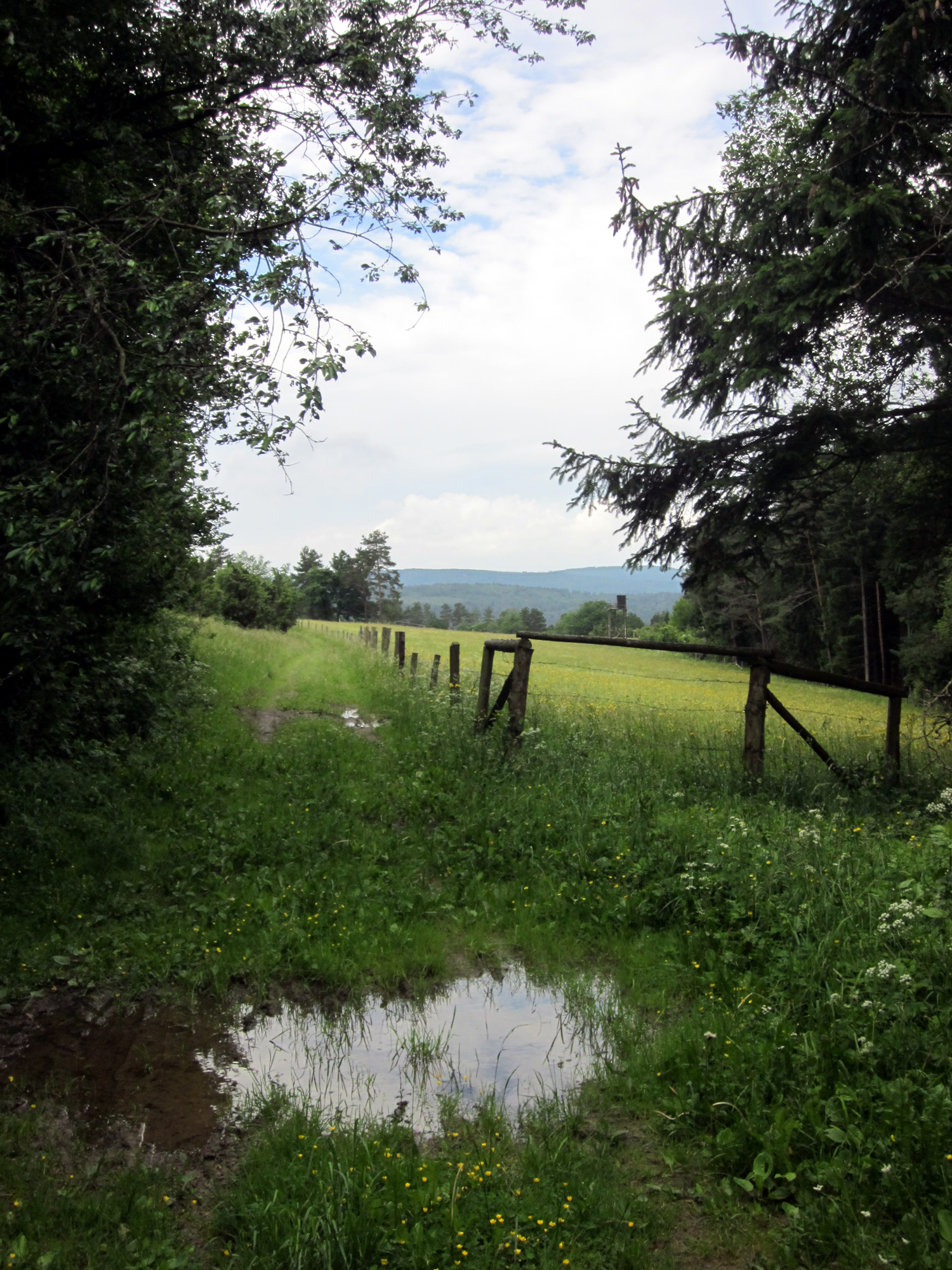
Blick zum Naturschutzgebiet Weinberg, in der Bildhälfte links ein Wacholderhain

| Quelle: Historisches Ortslexikon |                                                        |
| • 1587:                          | 19 Schützen, 8 Spießer, 3 Hellebardierer, eine Bindaxt |
| • 1643:                          | 5 Haushaltungen                                        |
| • 1812:                          | 56 Feuerstellen, 403 Seelen                            |

| Neuengronau: Einwohnerzahlen von 1812 bis 2020 | Neuengronau: Einwohnerzahlen von 1812 bis 2020 | Neuengronau: Einwohnerzahlen von 1812 bis 2020 | Neuengronau: Einwohnerzahlen von 1812 bis 2020 | Neuengronau: Einwohnerzahlen von 1812 bis 2020 |
| --- | ---------------------------------------------- | ---------------------------------------------- | ---------------------------------------------- | ---------------------------------------------- |
| Jahr |                                                |                                                |                                                | Einwohner                                      |
| 1812 | 1812                                           |                                                | 403                                            | 403                                            |
| 1834 | 1834                                           |                                                | 523                                            | 523                                            |
| 1840 | 1840                                           |                                                | 534                                            | 534                                            |
| 1846 | 1846                                           |                                                | 533                                            | 533                                            |
| 1852 | 1852                                           |                                                | 480                                            | 480                                            |
| 1858 | 1858                                           |                                                | 497                                            | 497                                            |
| 1864 | 1864                                           |                                                | 445                                            | 445                                            |
| 1871 | 1871                                           |                                                | 548                                            | 548                                            |
| 1875 | 1875                                           |                                                | 427                                            | 427                                            |
| 1885 | 1885                                           |                                                | 444                                            | 444                                            |
| 1895 | 1895                                           |                                                | 422                                            | 422                                            |
| 1905 | 1905                                           |                                                | 437                                            | 437                                            |
| 1910 | 1910                                           |                                                | 431                                            | 431                                            |
| 1925 | 1925                                           |                                                | 394                                            | 394                                            |
| 1939 | 1939                                           |                                                | 379                                            | 379                                            |
| 1946 | 1946                                           |                                                | 560                                            | 560                                            |
| 1950 | 1950                                           |                                                | 494                                            | 494                                            |
| 1956 | 1956                                           |                                                | 372                                            | 372                                            |
| 1961 | 1961                                           |                                                | 386                                            | 386                                            |
| 1967 | 1967                                           |                                                | 397                                            | 397                                            |
| 1969 | 1969                                           |                                                | 391                                            | 391                                            |
| 1979 | 1979                                           |                                                | 348                                            | 348                                            |
| 1990 | 1990                                           |                                                | 393                                            | 393                                            |
| 1995 | 1995                                           |                                                | 411                                            | 411                                            |
| 2000 | 2000                                           |                                                | 403                                            | 403                                            |
| 2005 | 2005                                           |                                                | 404                                            | 404                                            |
| 2010 | 2010                                           |                                                | 379                                            | 379                                            |
| 2011 | 2011                                           |                                                | 342                                            | 342                                            |
| 2015 | 2015                                           |                                                | 348                                            | 348                                            |
| 2020 | 2020                                           |                                                | 346                                            | 346                                            |
| Datenquelle: Historisches Gemeindeverzeichnis für Hessen: Die Bevölkerung der Gemeinden 1834 bis 1967. Wiesbaden: Hessisches Statistisches Landesamt, 1968. Weitere Quellen: LAGIS; nach 1970: Gemeinde Sinntal; Zensus 2011 |                                                |                                                |                                                |                                                |

## Religion
Die Pfarrei Neuengronau – die älteste erhaltene Erwähnung stammt aus dem Jahr 1396 – hat eine wechselhafte Geschichte. Mitte des 15. Jahrhunderts war sie eine Tochtergemeinde von Ramholz. Die Grafschaft Hanau-Münzenberg schloss sich in der Reformation zunächst der lutherischen Konfession an, ab 1597 war sie reformiert. Zur Pfarrei Neuengronau gehörte auch Altengronau, das nur zwischen 1602 und dem Ende des Dreißigjährigen Kriegs selbständig war. Eingepfarrt war ebenso Jossa. Zeitweise gehörten auch Zeitlofs und Weißenbach zu ihr. Im 17. Jahrhundert verfielen sowohl die Kirche als auch das Pfarrhaus. Die heutige Kirchengemeinde nennt sich Ev. Christusgemeinde in Sinntal und Marjoß.
Historische Religionszugehörigkeit
- 1885: 444 evangelische (= 100 %) Einwohner[2]
- 1961: 363 evangelische (= 94,04 %), 22 katholische (= 5,70 %) Einwohner[2]